# پارک ملی هیرکان
پارک ملی هیرکان (ترکی آذربایجانی: Hirkan Milli Parkı) — از پارک‌های ملی جمهوری آذربایجان است که در منتهی‌الیه جنوب شرقی این کشور در محدوده کوه‌های تالش -که بخشی از جغرافیای تالش است است-، شهرستان‌های لنکران و آستارا قرار گرفته‌است، این مجموعه از نقاط دست نخورده و بکر طبیعت آذربایجان می‌باشد، که در ۹ام فوریه سال ۲۰۰۴ میلادی توسط ریاست جمهوری این کشور گشایش یافت. پارک ملی هیرکان برای ثبت در میراث جهانی یونسکو همراه با ایران در بخش میراث فرهنگی و طبیعی معرفی شده‌است.

## گیاهان و جانوران

### گیاهان
این پارک ملی گونه‌های فراوان گیاهی بومی را حفظ کرده است، به ویژه بازمانده‌های دوره ترشیاری که تحت تأثیر یخبندان‌های پلیوسن و پلیستوسن (دوره یخچالی) قرار نگرفته‌اند
گیاهان این پارک ملی شامل ۱۹۰۰ گونه، از جمله ۱۶۲ گونه بومی، ۹۵ گونه نادر و ۳۸ گونه در معرض خطر انقراض است.
جنگل های هیرکانی دارای ۱۵۰ گونه درخت و بوته بومی است. برخی از گونه‌های درختی بومی عبارتند از، درخت شمشاد جنگلی، گلابی اروپایی، اقاقیا، بلندمازو، بلوط قفقازی، زبان گنجشک قفقازی، ون، مرز، لور، راش شرقی، خرمندی، لیلکی، توسکای ییلاقی، توسکای سیاه، سپیدار، لرگ، انجیلی، درخت آزاد، کوله‌خاس، شیردار، نارون، ملچ، گیلاس خودرو، شاه‌بلوط شیرین و... .
گونه‌های درختچه‌ای این منطقه عبارتند از: چلم، خاس، ازملک، پاپیتال و... .

### جانوران
چندین زیرگونه بومی پرندگان در این پارک ملی وجود دارد که از میان آنها چرخ‌ریسک هیرکانی و قرقاول معمولی اصلی‌ترین زیرگونه‌ها هستند.
ببر مازندران در گذشته در این نواحی زیست داشته اما اکنون منقرض شده است. دیگر پستانداران بزرگ در این پارک ملی عبارتند از پلنگ قفقازی، وشق اوراسیایی، سیاهگوش، خرس قهوه‌ای، گراز، گرگ، شغال طلایی، گربه جنگلی، روباه سرخ، شوکا، گوزن، رودک، شنگ اوراسیایی، پلنگ قفقازی (دیده شده در سال ۲۰۰۷ میلادی) و... است.

## آب و هوا
پارک ملی هیرکان دارای رطوبت و بارندگی بسیار بالایی در طول سال است که به طور میانگین از ۱۴۰۰ میلی‌متر تا ۱۶۰۰ میلی‌متر در سال در مناطق پست تا ۱۸۰۰ میلی‌متر در سال در کوهستان‌ها است. بیش‌ترین میزان بارش سالانه بیش‌ترین میزان بارش در جمهوری آذربایجان است.  پارک ملی هیرکان دارای آب و هوای نیمه گرمسیری مرطوب در مناطق پست، آب و هوای اقیانوسی در ارتفاعات میانی و آب و هوای قاره‌ای مرطوب در قله‌های کوهستانی است.

## جنگل‌زایی و گسترش
پارک ملی هیرکان در سال ۲۰۰۴ میلادی در مساحتی به گستره ۲۹۷۶۰ هکتار (۲۹۷.۶ کیلومتر مربع) بر پا شد و در سال ۲۰۰۸ میلادی به ۴۰۳۵۸ هکتار (۴۰۳.۵۸ کیلومتر مربع) افزایش یافت.
بخش پایین دست پارک ملی هیرکان (موسوم به جنگل مسکو) در دشت لنکران جای دارد. جنگل مسکو تنها بخش حفظ‌شده جنگل‌های مختلط هیرکانی خزر است که بیشتر زمین‌های پست نزدیکی لنکران را پوشانده است که بعداً بخش‌هایی از آن برای کشاورزی پاکسازی شد. با این حال، یک برنامه بازسازی جنگل در دشت‌های پست غیرجنگلی (که تنها زمین غیرقابل کشت در دشت لنکران است) تعیین شده است.

## درخواست وضعیت یونسکو
به منظور گنجاندن پارک ملی هیرکان و جنگل های هیرکانی به ترتیب در فهرست میراث جهانی میراث فرهنگی و طبیعی یونسکو و برنامه ذخیره‌گاه‌های زیست‌کره، اسنادی با مستندات علمی فراهم و به یونسکو معرفی شده است.

## نگارخانه

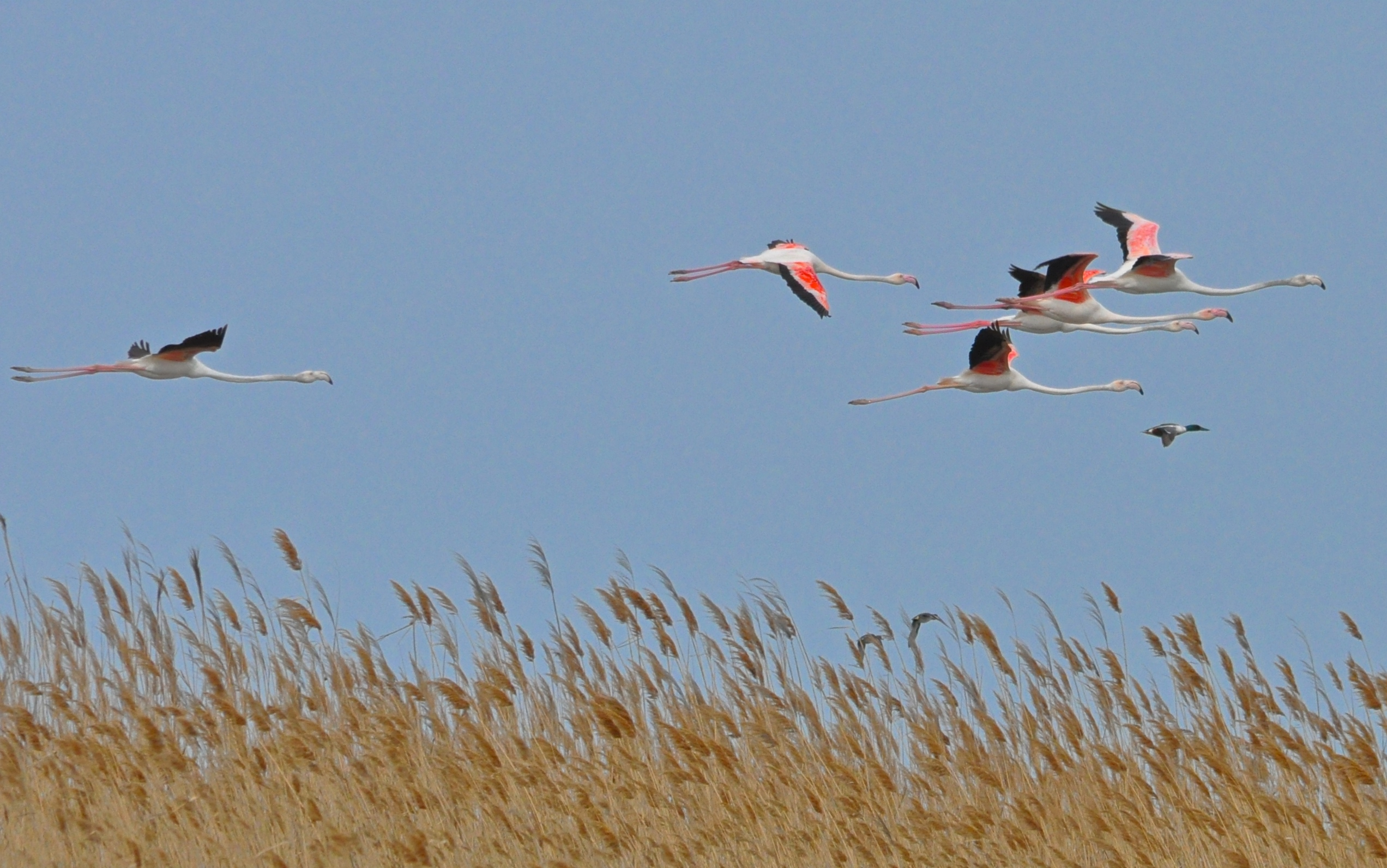
فلامینگوها در پارک ملی هیرکان

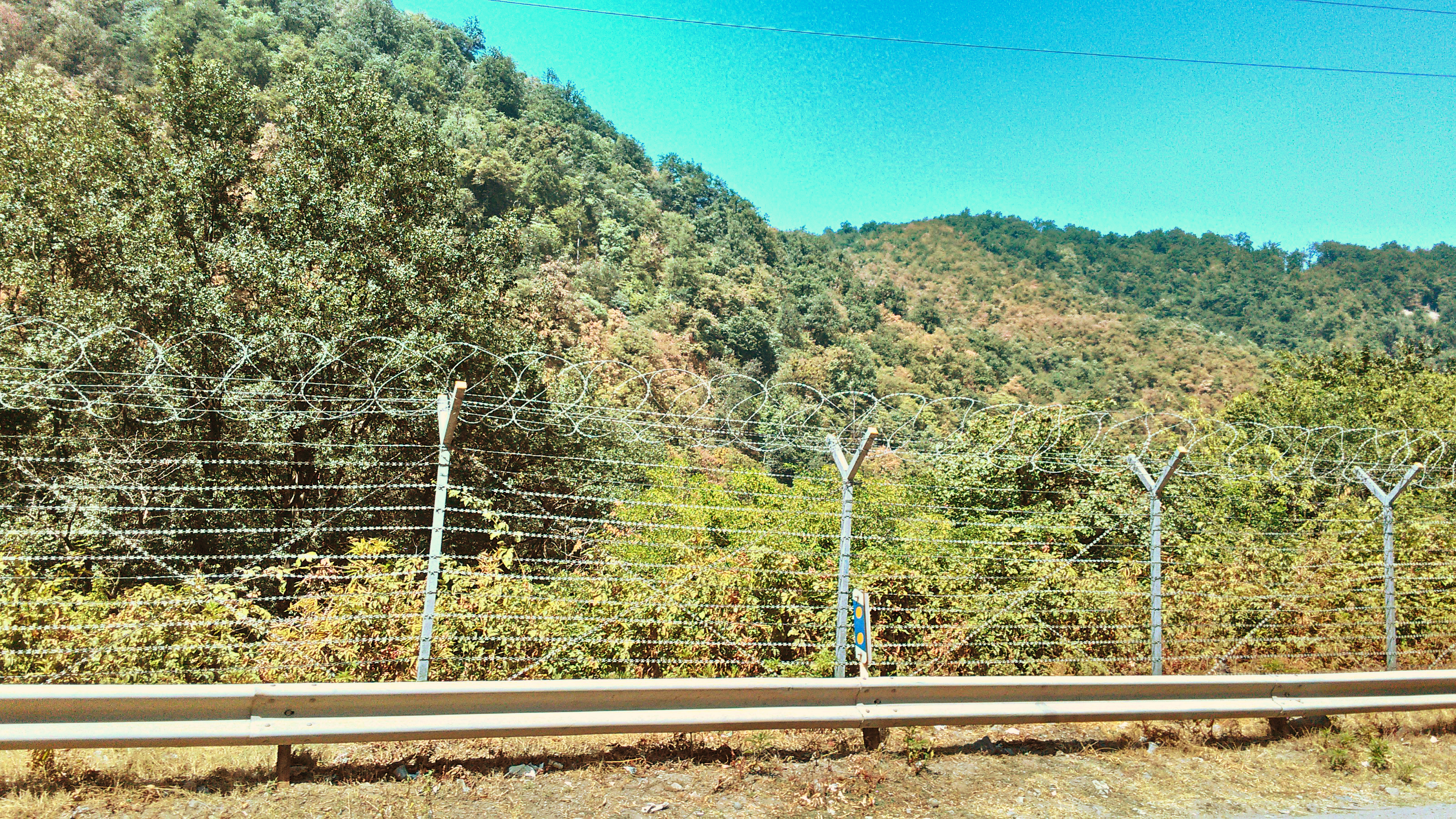
پارک ملی هیرکان که از سمت مرزهای ایران شوسه اصلی آستارا — اردبیل به آسانی قابل مشاهده است.

## تمبر

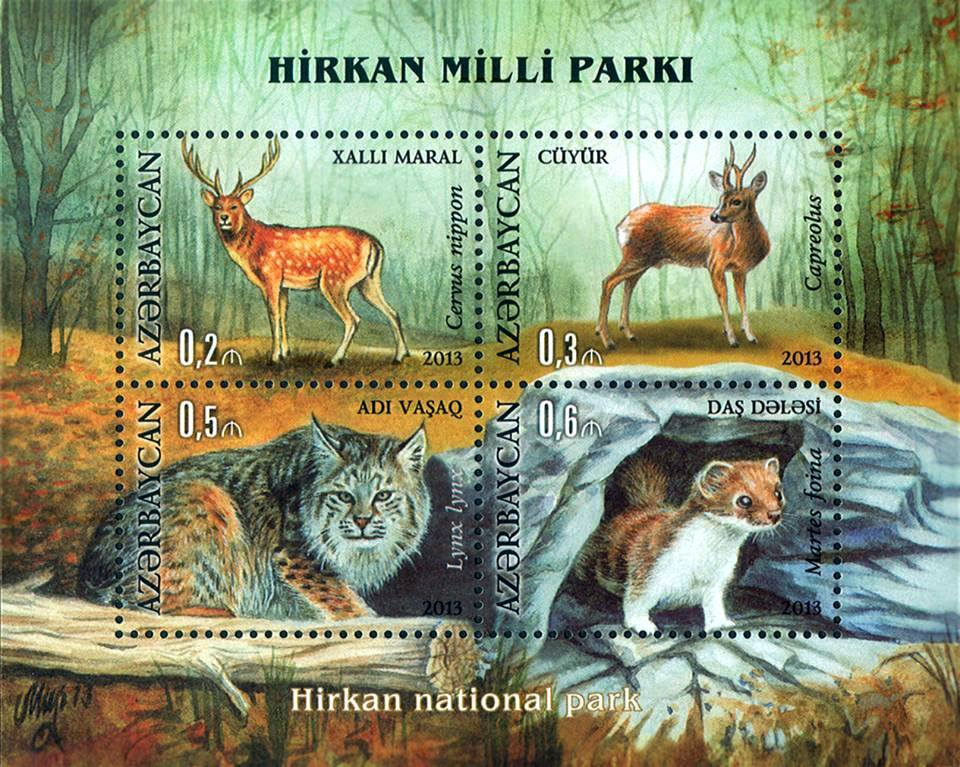
جمهوری آذربایجان ۲۰۱۳
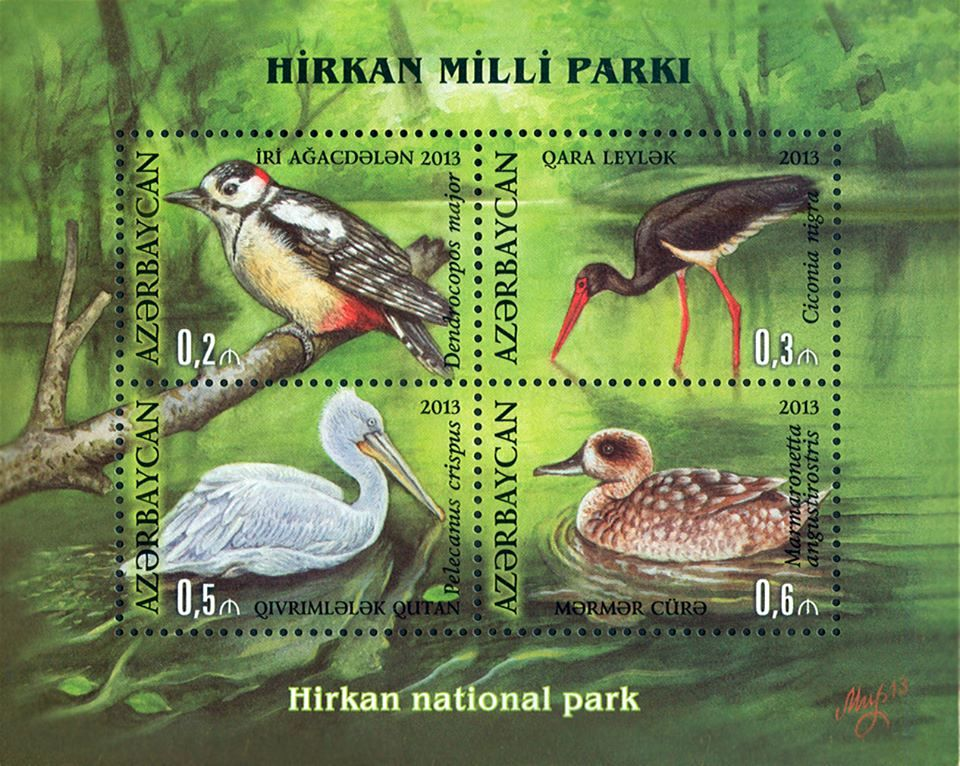
جمهوری آذربایجان ۲۰۱۳